# Казімеж Урбанік
Казімеж Урбанік (пол. Kazimierz Urbanik; 5 лютого 1930, Кременець – 29 травня 2005, Вроцлав) – польський математик і фізик.

## Біографія
Казімеж Урбанік народився 5 лютого 1930 року в місті Кременець, де розпочав свою освіту в Школі практики Волинського ліцею. Початок війни перервав його навчання. 1945 року він і його сім'я були переселені до Бжеґу. Там чоловік розпочав навчання у Вроцлавському університеті, який закінчив 1952 року з дипломами за двома спеціалізаціями – математики та фізики. Працюючи в університеті, Казімеж Урбанік написав докторську дисертацію під керівництвом Едварда Марчевського й успішно захистив її 1956 році. 1957 року він здобув наукову ступінь професора. 1965 року його обрали до Польської академії наук (як член-кореспондент).
У період із 1967 по 1996 роки Казімеж Урбанік був директором Математичного інституту УВР, а в період із 1975 по 1981 роки працював ректором університету.
Член редакційних комітетів журналів студії «Mathematica» (із 1967 року), «Colloquium Mathematicum» (із 1968 року), засновник і головний редактор «Probability» і «Mathical Statistics». Член Національної ради Республіки Польща 1983 року.
Помер 29 травня 2005 року від раку. Похований на Вроцлавському кладовищі Святого Сімейства.